# Steniodes
Steniodes is een geslacht van vlinders uit de familie van de grasmotten (Crambidae), uit de onderfamilie van de Spilomelinae. De wetenschappelijke naam van dit geslacht is voor het eerst voorgesteld door Pieter Snellen in een publicatie uit 1875.

## Soorten
- S. acuminalis (Dyar, 1914)
- S. costipunctalis Snellen, 1899
- S. declivalis (Dyar, 1914)
- S. deltoidalis (Snellen, 1875)
- S. dominicalis (Schaus, 1924)
- S. gelliasalis (Walker, 1859)
- S. mendica (Hedemann, 1894)
- S. nennuisalis (Schaus, 1924)
- S. suspensa (Meyrick, 1936)